# Statul Secret Polonez
Statul Secret Polonez  (în poloneză Polskie Państwo Podziemne) a fost termenul folosit prima oară de Jan Karski în cartea Story of a Secret State pentru denumirea organizațiilor clandestine de rezistență din Polonia din al doilea război mondial, atât a celor civile cât și a celor militare. Termenul este folosit în istoriografia poloneză pentru descrierea luptei armate împotriva puterilor ocupante, dar și pentru denumirea totalităților activităților clandestine politice, sociale și de învățământ.
Partea militară a Statului Secret Polonez a fost formată din activitatea diferitelor ramuri ale Armatei Teritoriale, care avea ca scop pregătirea societății poloneze pentru declanșarea luptei de eliberare a țării. În afară de rezistența armată, sabotaje, instrucție și propaganda, brațul înarmat al Statului Secret era responsabil pentru menținerea comunicațiilor cu guvernul din exil la Londra, dar și pentru protejarea ramurii civile a statului. Rolul acesteia din urmă era menținerea continuității statului polonez ca un întreg și menținerea neîntreruptă a funcționării instituțiilor sale (poliția, tribunalele sau învățământul public). Ramura civilă a Statului Secret trebuia să pregătească noi cadre și instituții pentru preluarea puterii după ce Germania avea să fie învinsă în război.
Baza creării autorităților civile secrete era convingerea că ocupația nazisto-sovietică era ilegală.